# Wilde Leck
De Wilde Leck is een 3361 meter hoge bergtop in de Stubaier Alpen in het Oostenrijkse Tirol.
De berg bestaat grotendeels uit graniet en heeft karakteristieke kammen. Net ten noorden van de Wilde Leck ligt de 3226 meter hoge Zahme Leck.
De berg is voor het eerst beklommen door Zachäus Grüner vanuit Sölden. Toeristisch werd de bergtop voor het eerst beklommen op 1 september 1877 door F. Drasch, Ludwig Purtscheller en Q. Gritsch.